# Poliopastea esmeralda
Poliopastea esmeralda är en fjärilsart som beskrevs av Butler 1876. Poliopastea esmeralda ingår i släktet Poliopastea och familjen björnspinnare. Inga underarter finns listade i Catalogue of Life.